# Harold McGee

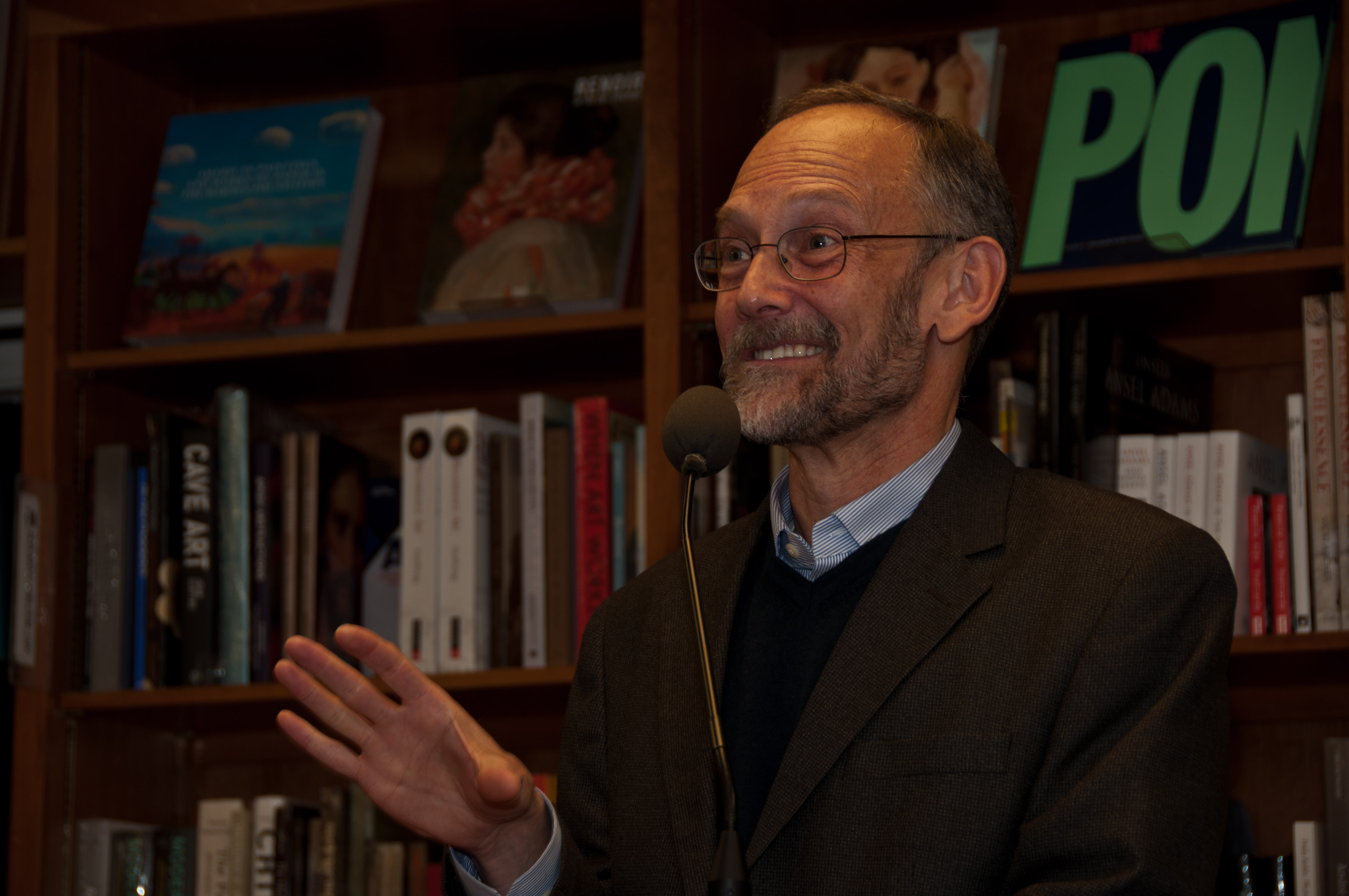
McGee em 2010

Harold James McGee (nascido em 3 de outubro de 1951) é um escritor americano que escreve sobre química e a história da ciência alimentar e culinária. Ele é mais conhecido por seu livro seminal On Food And Cooking: The Science And Lore Of The Kitchen, publicado pela primeira vez em 1984[carece de fontes?] e revisado em 2004.